# ريكي لي جونز
ريكي لي جونز (بالإنجليزية: Rickie Lee Jones) (و. 1954  م) هي مغنية، وموسيقية، وكاتبة غنائية، ومغنية مؤلفة، وملحنة، وعازفة الجاز، وعازفة قيثارة أمريكية، ولدت في شيكاغو، تستخدم آلات قيثارة.

## جوائز
حصلت على جوائز منها:
- جائزة غرامي لأفضل فنان صاعد (1980).

## وصلات خارجية
- ريكي لي جونز على موقع IMDb (الإنجليزية)
- ريكي لي جونز على موقع روتن توميتوز (الإنجليزية)
- ريكي لي جونز على موقع ميوزك برينز (الإنجليزية)
- ريكي لي جونز على موقع إن إن دي بي (الإنجليزية)
- ريكي لي جونز على موقع أول ميوزيك (الإنجليزية)
- ريكي لي جونز على موقع ديسكوغز (الإنجليزية)
- ريكي لي جونز على موقع قاعدة بيانات الفيلم (الإنجليزية)
- ريكي لي جونز في قاعدة بيانات الأفلام على الإنترنت